# CS Dinamo București (rugby)
Rugby Dinamo București este un club de rugby din București, România. Este unul dintre cele mai de succes cluburi din țară având 17 titluri naționale și 14 cupe. În 1967, Dinamo a devenit campioană a Europei, impunându-se în Cupa Campionilor Europeni după o victorie în finala contra echipei franceze SU Agen.

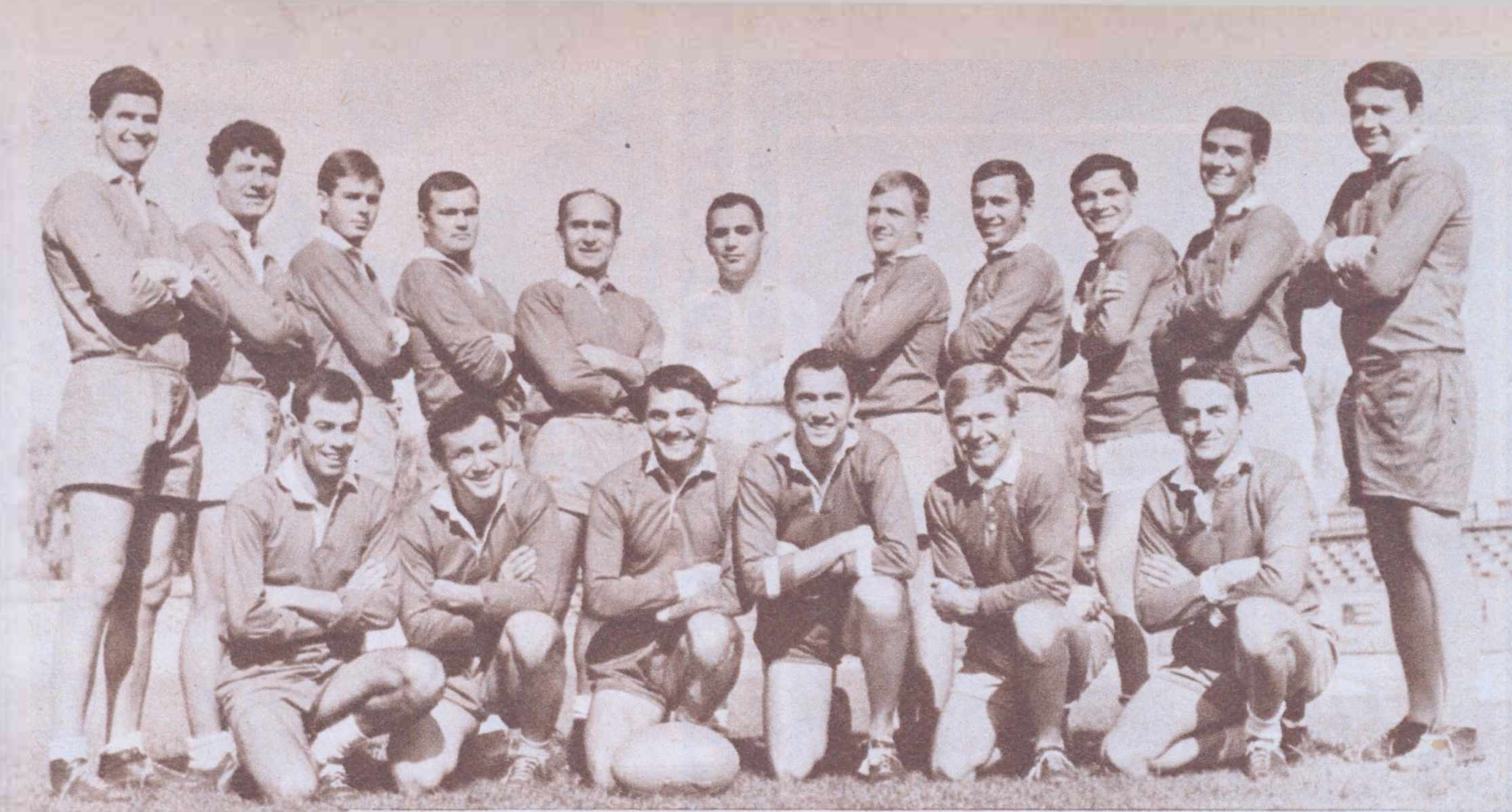
Echipa din 1965

## Palmares
- Cupa Campionilor: 1967
- 17 titluri: 1951, 1952, 1956, 1965, 1969, 1982, 1991, 1994, 1996, 1998, 2000–2002, 2004, 2007, 2008, 2023
- 14 Cupe ale României: 1954, 1959, 1980, 1989, 1996, 1997, 1998, 2000, 2001, 2002, 2004, 2008, 2023, 2024

## Jucători emblematici
- Petru Bălan
- Lăcătuș Alexandru
- Alexandru Tudori
- Demici Ștefan
- Alin Petrache
- Flavius  Dobre
- Adrian Barbuliceanu
- Ion Constantin
- Adrian Lungu
- Cristian Lupu
- Silviu Nedelcu
- Cosmin Rațiu
- Mircea Paraschiv
- Ion Țuțuianu
- Ilarion Ciobanu, care ulterior a devenit un actor celebru.

## Legături extene
- Materiale media legate de CS Dinamo București (rugby) la Wikimedia Commons
- Dinamo Rugby București -  site oficial
- FRR
- Rugby românesc